# Чёрненькая, Зинаида Ивановна
Зинаида Ивановна Чёрненькая, в девичестве — Кубацкая (1 января 1936, село Малиновка, Володарский район, Сталинская область, Украинская ССР — 6 ноября 2020, посёлок Малиновка, Мариупольский район, Донецкая область) — доярка племенного завода «Диктатура» Володарского района Донецкой области, Украинская ССР. Герой Социалистического Труда (1966).

## Биография
Родилась в 1936 году в крестьянской семье в селе Малиновка Володарского района. После окончания местной сельской школы трудилась телятницей, дояркой на племенном заводе «Диктатура» Володарского района. Ежегодно показывала высокие результаты в надое молока, постепенно доведя свои трудовые показатели до 5700 килограммов молока с каждой фуражной коровы. В последний год Семилетки (1959—1965) получила 6250 килограммов молока с каждой коровы.
Указом Президиума Верховного Совета СССР от 22 марта 1966 года удостоена звания Героя Социалистического Труда за «достигнутые успехи в животноводстве, увеличении производства мяса, молока и другой продукции».
Трудилась на племенном заводе до выхода на пенсию. Проживала в родном селе Малиновка. Умерла в 2020 году.

## Награды
- Герой Социалистического Труда
- Орден Ленина
- Орден Октябрьской Революции (07.07.1986)
- Медаль «За трудовую доблесть» (08.04.1971).